# Rüdiger Bertram
Rüdiger Bertram (* 31. Mai 1967 in Ratingen) ist ein deutscher Kinder- und Jugendbuchautor, der auch Drehbücher schreibt.

## Biografie
Während und nach dem Studium (Geschichte, Germanistik, VWL) arbeitete Rüdiger Bertram als freier Journalist (Kölnische Rundschau, ZEIT, WDR) mit dem Spezialgebiet Filmwirtschaft und absolvierte eine Ausbildung zum Drehbuchautor an der damaligen Schreibschule Köln e. V. (jetzt ifs – internationale filmschule köln). Danach schrieb er Drehbücher für diverse Sitcoms (Bernds Hexe bei RTL, Mein Chef und ich bei Sat.1) und war von 2000 bis 2012 Chefredakteur von Film und Medien – Das Magazin der Film- und Medienstiftung NRW.
Pommes essen war 2012 sein erster Kinofilm. Das Drehbuch schrieb er mit Tina von Traben. Seine ersten Bücher Pizza Krawalla und Thelonius in der Sofawelt erschienen 2005 bei den Verlagen Rowohlt-Rotfuchs und Überreuter. Seitdem hat er über 70 Kinder- und Jugendbücher in den Verlagen Oetinger, cbj, Ravensburger, Rowohlt, Ueberreuter, Arena und Coppenrath veröffentlicht. Viele davon, wie Coolman und ich, Voll super, Helden oder Frieda Kratzbürste entstanden in Zusammenarbeit mit dem Kölner Illustrator Heribert Schulmeyer. Die Comicroman-Reihe Coolman und ich erschien übersetzt in über 25 Ländern.
Im Herbst 2020 wurde in Spanien-Deutschland die Verfilmung seines Romans Der Pfad abgedreht, für die er gemeinsam mit Co-Autorin Jytte-Merle Böhrnsen das Drehbuch geschrieben hat. Unter der Regie von Tobias Wiemann spielen u. a. Julius Weckauf und Volker Bruch die Hauptrollen. Beim Deutschen Filmpreis wurde der Film 2022 als bester deutscher Kinderfilm ausgezeichnet.
Im Jahr 2024 veröffentlichte Bertram mit Hummer to go seinen ersten Roman für Erwachsene.
Bertram lebt mit seiner Familie in Köln.

## Auszeichnungen
- 2024 wurde ihm ein Kölner Stipendium für Kinder- und Jugendliteratur zugesprochen.[1]
- 2023 Preuschhof-Preis für den besten Erstleser 2022, gemeinsam mit dem Illustrator Horst Hellmeier für den Comic "Mega fette Beute" (Uebereuter Verlag)
- 2023 Dachauer Dachs der Stadtbücherei Dachau für den Kinderroman "Repeat" (Edelkidse)
- 2023 SPELL-Preis der Uni-Siegen für das beste Erstlesebuch 2022 für "Werwolf wider Willen" (Tulipan Verlag), gemeinsam mit der Illustratorin Ka Schmitz
- 2022 Kindertiger für das beste Drehbuch eines verfilmten deutschen Kinderfilms, gemeinsam mit Jytte-Merle Böhrnsen
- 2022 Lesekünstler des Jahres, ausgezeichnet von der IG Leseförderung des Deutschen Börsenvereins
- 2019/2020 Autor des Werkproben-Programms des Landes NRW
- 2018 Leipziger Lesekompass für "Familie Monster"  (Oetinger Verlag)
- 2016 Arbeitsstipendium des Landes NRW für "Der Pfad" (cbj-Verlag)
- 2016 Preusschof-Preis für den besten Erstleser, gemeinsam mit Illustrator Heribert Schulmeyer für: "Coolman und ich" (Oetinger Verlag)
- 2015 Leipziger Lesekompass für "Die Jungs vom S.W.A.P." (Oetinger Verlag)

## Veröffentlichungen (Auswahl)
- Hummer to go. Ein Bretagne-Roman. Penguin, München 2024, ISBN 978-3-328-10876-4.
- Bookmän. Alles Konfettti. Illustriert von Dominik Rupp. Carlsen, Hamburg 2023, ISBN 978-3-551-65187-7.
- Der Pfad – Die Geschichte einer Flucht in die Freiheit: Romanvorlage zum Film, cbt, München 2022, ISBN 978-3-570-31467-8
- Hilfe, mein Handy ist ein Superschurke! Auf der Jagd nach Lady Ballerina! Bd. 2. Rowohlt: Hamburg 2021.
- Hilfe, mein Handy ist ein Superschurke! Bd. 1. Rowohlt: Hamburg 2020.
- Plötzlich… Millionär. Bd. 1. Edelkids Books: München 2020.
- Voll super, Helden. Bd. 1+2. Arena: Würzburg 2019/2020.
- Finns fantastische Freunde. Bd. 1–3. Rowohlt: Hamburg 2019/2020.
- Familie Monster. Bd. 1–3. Oetinger: Hamburg 2018.
- In acht Tagen um die Welt. Coppenrath: Münster 2018.
- Die Retter der verlorenen Bücher. Bd. 1–3 Ueberreuter: Berlin 2017–2020.
- Der Pfad. cbj: München 2017.
- Milla und das erfundene Glück. Ravensburger: Ravensburg 2017.
- Stinktier und CO. Bd. 1–3. cbj: München 2016.
- Mo und die Krümel. Bd. 1–4. cbj: München 2015.
- Die Jungs vom S.W.A.P. Bd. 1–4. Oetinger: Hamburg 2014.
- Norden ist, wo oben ist. Ravensburger: Ravensburg 2013.
- Die magischen Vier. Bd. 1–4. Ravensburger: Ravensburg 2012.
- Rosendorfer muss dran glauben. Oetinger: Hamburg 2013.
- COOLMAN und ich. Bd. 1–8. Oetinger: Hamburg 2010.
- Knastkinder. Rowohlt: Hamburg 2009.
- Thelonius in der Sofawelt. Ueberreuter: Wien 2005.
- Pizza Krawalla. Rowohlt: Hamburg 2005.

## Filmografie
- 2012: Pommes essen, Kinofilm. Drehbuch: Rüdiger Bertram gemeinsam mit Tina von Traben. Regie: Tina von Traben. 2012.
- 2022: Der Pfad, Kinofilm. Drehbuch: Rüdiger Bertram mit Jytte-Merle Böhrnsen. Regie: Tobi Wiemann. 2021.